# Gabriele Pepe (storico)
Gabriele Pepe (Monopoli, 4 dicembre 1899 – Roma, 15 settembre 1971) è stato uno storico italiano.

## Biografia
Gabriele Pepe nacque a Monopoli il 4 dicembre 1899 da Ludovico Pepe. Si laureò in Lettere nel 1921 all'Università di Napoli e iniziò a lavorare come giornalista pubblicista sul periodico "Civiltà Moderna", diretto da Ernesto Codignola. Verso la fine della seconda guerra mondiale, si avvicinò al Partito Liberale Italiano, mentre nel 1948 approdò nel Partito Socialista Italiano. 
Morì a Roma nel 1971 dopo aver insegnato per tanti anni all'Università di Bari. 
Tra i suoi allievi si annoverano storici di primo piano come ad esempio Giosuè Musca.

## Carriera
- Professore di Storia medievale dell'Università di Bari (1949-1966)[3]
- Direttore dei periodici Ethos, Civiltà Liberale, Scuola Democratica
- Presidente dell'Associazione per la Difesa della Scuola nazionale

## Opere
- Da Cola di Rienzo a Piscane: saggi e glosse - vol. 9 di Le Quinte della Storia, Colombo Editore, 1947.
- La politica dei Borgia, R. Ricciardi, 1945.
- Il Medioevo barbarico d'Italia, G. Einaudi, 1950.
- Lo stato ghibellino di Federico II, G. Laterza, 1951.
- Un problema storico: Carlo Magno, Sansoni, 1952.
- Il Mezzogiorno d'Italia sotto gli Spagnoli: la tradizione storiografica, Sansoni, 1952.
- Pane e Terra nel Sud, in Saggi di cultura moderna, vol. 5, Parenti, 1954.
- Le Moyen Age barbare en Italie, in Bibliothèque historique, Payot, 1956, ISSN 0520-0601 (WC · ACNP).
- Francesco d'Assisi tra Medioevo e Rinascimento - Il contributo di San Francesco al sorgere dell'Umanesimo, Piero Lacaita Editore, 1965.
- Da san Nilo all'Umanesimo, Dedalo libri, 1966, ISBN 978-8822005021.
- Il Medioevo barbarico in Europa, Il Saggiatore, 1967.
- Carlo Magno, Federico II (volume 44 di Biblioteca Sansoni), Sansoni, 1968.
- Introduzione allo studio del Medioevo latino, Dedalo libri, 1969, ISBN 978-8822003003.
- L'Umanesimo bizantino del IX secolo e la genesi della "Biblioteca" di Fozio, Istituto di Studi Bizantini e Neoellenici, 1969.
- Giosuè Musca (a cura di), Il sillabo e la politica dei cattolici (nuove edizione), Edizioni Dedalo srl, 1995.

## Opere relative a Gabriele Pepe
- Giosuè Musca (a cura di), Studi storici in onore di Gabriele Pepe, Dedalo libri, 1970.
- Giuseppe Antonio Arena e Gabriele Pepe, Gabriele Pepe tra politica e storia: con scritti e lettere inediti, Società Editrice Napoletana, 1977.
- Gabriele Pepe e Federico II: dallo Stato ghibellino alla Curia ternana : Convegno di studi, Terni, 12-13 dicembre 2003, Thyrus, 2004.
- C. Nassisi, Gabriele Pepe e la Sinistra liberale, Pensa Multimedia, 2012.